# 스키복

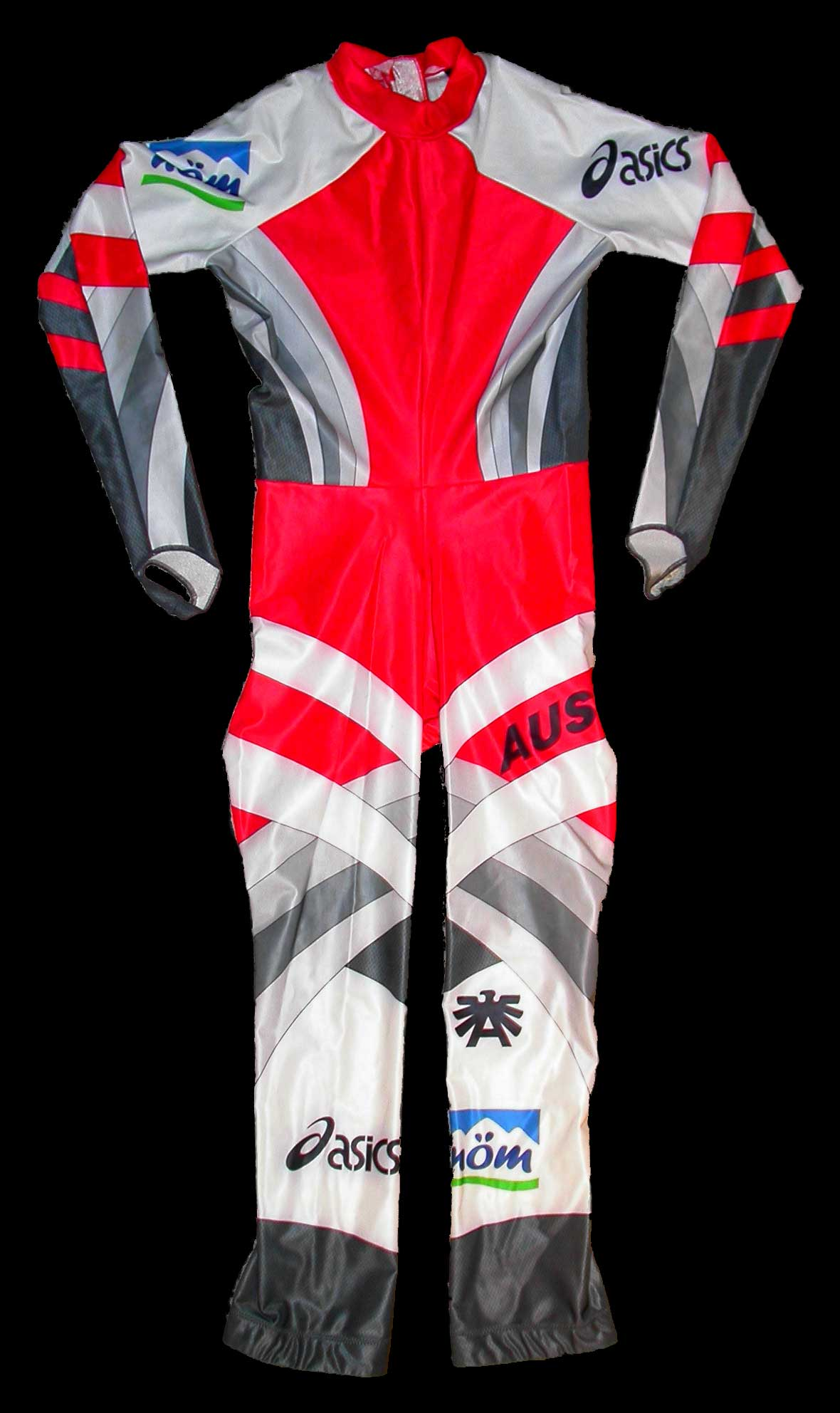

스키복은 스키를 할때 입는 옷이다. 한조각으로 된 옷과 두조각으로 된 종류가 있으며 스노보딩할때도 입는다. 야외에서 좀 더 캐주얼한 겨울철 착용을 위해 제작된 스키복은 스노수트(snowsuit)라고도 불리며 어린이들이 겨울철 일상 겉옷으로 자주 사용한다. 일부 슈트는 스노보더를 위해 특별히 제작되었지만 대부분은 스타일에 관계없이 스키어나 스노보더가 사용한다.

## 디자인
스키복은 점프수트 형태의 일체형이거나, 스키 재킷과 어울리는 바지(멜빵바지 또는 스키 바지라고 함) 형태의 투피스일 수 있다. 스키복은 방풍 및 방수 또는 방수 직물로 만들어지며, 나일론, 견섬유, 면 또는 호박단으로 만들어진 분리 불가능한 안감이 있다. 주요 기능은 겨울 스포츠, 특히 노르딕(크로스컨트리) 또는 알파인(다운힐) 스키에 참가하는 동안 사람을 따뜻하게 유지하는 것이다. 일반적으로 남녀공용 의류이다. 스키복은 긴 내복과 보통 스키용으로 디자인된 따뜻한 셔츠로 구성된 베이스 레이어와 함께 착용하도록 되어 있다. 스키복은 종종 고어텍스 또는 유사한 소재로 만들어진다. 이것들은 종종 스키어가 날씨에 따라 다소 따뜻한 속옷을 추가하는 셸 슈트 형태이다. 주머니는 일반적으로 방수 처리되어 있으므로 주머니에 넣은 물건은 건조한 상태를 유지할 수 있다.

## 같이 보기
- 운동복